# گورووو (استان بورگاس)
گورووو (به بلغاری: Gorovo) یک منطقهٔ مسکونی در بلغارستان است که در استان بورگاس واقع شده‌است.